# 51406 Массімокальвані
51406 Массімокальвані (51406 Massimocalvani) — астероїд головного поясу, відкритий 26 лютого 2001 року.
Тіссеранів параметр щодо Юпітера — 3,365.